# Очеретянка африканська
Очеретянка африканська (Acrocephalus scirpaceus baeticatus) — підвид співочих птахів з родини очеретянкових (Acrocephalidae). Раніше вважався окремим видом але сьогодні вважається підвидом Очеретянки ставкової (як і підвиди A. s. ambiguus, minor, cinnamomeus, suahelicus, and hallae) .

## Поширення
Підвид поширений від північної Ботсвани та Зімбабве до півдня Південної Африки.